# Mary Carmen Ramírez
María del Carmen Ramírez (Granada, 4 de setembre de 1932) és una mezzosoprano i actriu espanyola.

## Mezzosoprano
Després d'estudiar dansa i cant en el Reial Conservatori Superior de Música de Madrid, al costat del mestre Miguel Barrosa, s'incorpora, en 1960, a una companyia aficionada al cant, encapçalada per Pilar de Oro i Alfredo Gil i amb la qual treballa en ràdio i realitza gires per diferents països com el Japó, Corea, Filipines, Nova Zelanda o Austràlia.
Al seu retorn a Espanya en 1963 decideix dedicar-se professionalment al cant i debuta al Teatro de la Zarzuela de Madrid amb Maruxa. Vist l'èxit de la representació, és contractada pel Teatre en el qual roman al llarg de la dècada dels seixanta, fent-se mereixedora del premi a la millor cantant en 1967 per la seva interpretació de La chulapona. Durant aquesta època interpreta, entre d'altres, Agua, azucarillos y aguardiente, La rosa del azafrán, Gigantes y cabezudos, El barberillo de Lavapiés, Doña Francisquita, Luisa Fernanda, La revoltosa, La del soto del parral, Carnaval en Venecia... Realitza també gires por Uruguai, Paraguai, Brasil i l'Argentina.
En 1970 s'incorpora a la Companyia Lírica Nacional com a solista de la mà de José Tamayo, on hi va romandre fins a 1987. Debuta amb Antología de la Zarzuela i en els següents anys, realitza diferents gires, trepitjant els escenaris de Moscou (1982), Washington (1983), el Madison Square Garden de Nova York (1984), París (1984), el Tòquio (1985), Canadà (1986). El seu repertori inclou fonamentalment Sarsuela. A vegades conrea, no obstant això, també la Òpera, com les seves representacions de Carmen (1981), Payasos o Goyescas. La seva última sarsuela, de moment, va ser Doña Francisquita, en 1999.

## Actriu

### Cinema
La seva faceta d'actriu cinematogràfica la conrea especialment a partir de la dècada dels vuitanta, debutant en aquest mitjà en 1985 amb La corte de Faraón, de José Luis García Sánchez. Participa, posteriorment, entre otros títulos, en Las cosas del querer (1989), Una mujer bajo la lluvia (1992) i la oscaritzada Belle Époque (1992), per la qual és nominada al Premi Goya com a Millor Actriu de Repartiment.

### Televisió
Des de principis de la dècada dels noranta ha centrat la seva activitat sobretot en televisió, intervenint en les sèries:
- Tercera planta, inspección fiscal (1991) a TVE.
- Los ladrones van a la oficina (1993 - 1994) a Antena 3.
- Aquí hay negocio (1995) a TVE.
- A las once en casa (1998 - 1999) a TVE.
- Ellas son así (1999) a Telecinco.
- ¡Ala… Dina! (2000 - 2002) a TVE.
- Capital (2004)
- Escenas de matrimonio (2007 - 2008) a Telecinco.[4]

### Teatre
En 1976 protagonitzà Los cuernos de don Friolera, de Valle-Inclán, dirigida per José Tamayo. En 2000 va interpretar la comèdia Que viene mi marido, de Carlos Arniches, al costat de José Luis López Vázquez.

## Vida personal
Ha estat casada amb el tenor Francisco Saura (1936-2014).